# Acanthocephala

## Caracterização
Acanthocephala é um filo de endoparasitas, encontrado em espécies de peixes, anfíbios, pássaros e mamíferos. Os acantocéfalos caracterizam-se pela presença de uma probóscide reversível, munida de espinhos e que serve para fixar o animal ao intestino do hospedeiro. 
O filo é cosmopolita e inclui mais de 1200 espécies, sendo elas parasitas intestinais de invertebrados, seu tamanho pode variar de menos de 2mm a mais de 60cm de comprimento. Seu corpo é achatado bilateralmente e eles são denominados assim pela cabeça espinhosa que apresentam, do grego acanthias, “espinhoso”; e cephalo, “cabeça”. São comuns no intestino delgado dos peixes, em principal os de água doce, mas afetam também aves, mamíferos e em menores proporções os répteis e anfíbios. Um hospedeiro pode abrigar centenas de acantocéfalos. Os artrópodes são hospedeiros intermediários desses indivíduos. Sua coloração é geralmente creme, no entanto podem apresentar uma coloração mais amarelada ou amarronzada, por conta da absorção de nutrientes do conteúdo intestinal do hospedeiro.

## Filogenia
Evidências de fosseis de Burgess Shale sugerem uma relação próxima com o filo Priapulida, apresentam que aparentemente sua morfologia sugere que eles descendem de organismos de vida livre e que viviam no lodo marinho. No entanto existem também evidências crescentes sobre a proximidade deste Filo com os Rotífera, acredita-se que eles sejam rotíferos drasticamente modificados para viver de modo endosimbionte, devido a evidências moleculares, similaridade de sua epiderme que contém uma rede intracelular de fibras proteicas oferecendo rigidez ao animal. 

## Classes
O filo é dividido em quatro classes, Palaeacanthocephala, Archiacanthocephala, Polyacanthocephala e Eoacanthocephala. A classe monofilética Archiacanthocephala é o grupo-irmão do clado que consiste nos Eoacanthocephala e o monofilético Palaeacanthocephala. As análises genéticas os clasificam dentro dos rotíferos, e por isso eles são incluídos cladisticamente dentro desse filo.
Archiacanthocephala: Os protonefrídios podem aparecer, eles possuem um tronco sem espinhos. Eles não possuem o receptáculo da probóscide ou podem ter uma parede única. Suas glândulas de cimento são separadas e possuem uma forma piriforme. Sus ovos são geralmente ovais e com possuem uma casca grossa. São endoparitas de aves e mamíferos.
Eoacanthocephala: Seu tronco pode possuir espinhos. A probóscide deles é geralmente pequena e tem poucos ganchos, que são organizados radialmente. Sua glândula de cimento é sincicial e seus ovos possuem formas variáveis. São endoparasitas de peixes e, às vezes, de anfíbios e répteis. 
Palaeacanthocephala: seus canais possuem um sistema lacunar lateral. Tem os sacos de ligamento único nas fêmeas e não é persistente. O receptáculo da probóscide possui uma parede dupla. São endoparasitas de peixes, anfíbios, répteis, aves e mamíferos.
Polyacanthocephala: seu tronco possui espinhos, em sua epiderme encontramos núcleos hipodérmicos pequenos. Os canais do sistema lacunar localizam-se dorso ventralmente. Sua probóscide é retrátil, munida de muitos ganchos, que estão organizados em linhas longitudinais. Não possuem pescoço e o receptáculo da probóscide é de parede única. Suas glândulas de cimento tem um núcleo gigante, os sacos de ligamento são persistentes nas fêmeas, não possuem protonefrídios e os ovos tem um formato ovalado. São endoparasitas de peixes e crocodilos. 

## Morfologia
Eles são cilíndricos, pequenos (seu tamanho varia de milímetros a centímetros), são pseudocelomados e não possuem nenhuma estrutura respiratória especializada.  A parede externa de seu corpo é um tegumento sincicial vivo, que é composto de várias camadas que recobrem as lâminas dos músculos circulares longitudinais, que vai substituir o funcionamento do sistema circulatório. Além disso esse tegumento apresenta uma rede intracelular de fibras proteicas. Esse tegumento é perfurado por canais, que vão se conectar com os canais circulatórios, denominado sistema circular, fator que facilita a pinocitose dos nutrientes fornecidos pelo hospedeiro.
Seu corpo é dividido em três regiões distintas. A probóscide que é oca e preenchida por um fluído, o colo e o tronco. A probóscide desses animais pode se retrair, por meio de músculos retratores a uma bolsa especializada, que é denominada receptáculo de probóscide. O seu formato pode variar de acordo com a espécie, podendo ser esférica ou longa cilíndrica. Ela é uma estrutura eversível e contém numerosos ganchos e espinhos endurecidos bioquimicamente, seus tamanhos e arranjos são utilizados na identificação das espécies. A probóscide tem como função a fixação, pois os ganchos contidos nela fixam o indivíduo no local. Eles apresentam um par de bolsas hidráulicas, os lemniscos, que vão auxiliar no aumento da extensão da probóscide.
Entre a probóscide e o pescoço se encontra o pescoço que é liso, não contém espinhos e é invaginável. O tronco é liso e não segmentado, em espécies do gênero Moniliformes apresentam constrições no tronco, que são provocadas pela musculatura provocando um aspecto segmentado. Em sua maioria apresentam espinhos esclerotizados na porção anterior do tranco ou por toda a extensão do tronco.
Eles apresentam a redução dos sistemas e órgãos de sentido, mantendo-se apenas o reprodutor. Os órgãos ainda presentes estão localizados dentro do blastoceloma aberto e ficam parcialmente divididos por ligamentos semelhantes ao mesentério.
A sustentação do corpo é feita por seu tegumento fibroso e pelas qualidades hidrostáticas do blastoceloma e do sistema lacunar. Seus músculos e bolsas de ligamento também oferecem uma integridade estrutural a sustentação.

## Sistema digestivo
Os acantocéfalos não possuem boca e não apresentam sistema digestivo em nenhum estágio do desenvolvimento. Durante todo o seu ciclo de vida eles substituem os nutrientes solubilizados absorvidos por seus diferentes hospedeiros. Eles absorvem os nutrientes através de seu tegumento, por meio de mecanismos específicos de transporte de membrana e ou por pinocitose. Nesse tegumento há presença de enzimas, como exemplo peptidases, que vão fazer a quebra dos nutrientes e por fim absorve-las.

## Sistema nervoso
O sistema nervoso é ganglionar e os órgãos sensoriais foram reduzidos, portanto eles apresentam um gânglio cerebral, localizado dentro do receptáculo da probóscide e que vai dar origem aos nervos dos músculos da parede corporal, a probóscide e as regiões genitais. A probóscide possui estruturas que se acredita serem receptores táteis. Os machos possuem os órgãos de sentidos na região genital, em principal no pênis.

## Osmorregulação e excreção
Podem apresentar ou não o sistema protonefridial, como exemplo a família Oligacanthorhynchidae que apresenta o sistema de protonefrídios. Quando apresentam o sistema protonefridial possuem apenas um par de protonefrídios que vão se unir e formar uma abertura tubular comum no ducto espermático, no caso os machos, ou útero, no caso das fêmeas. Sua circulação, trocas gasosas e excreção são feitas por meio da difusão através da parede do corpo. Esse transporte interno é por meio da difusão de dentro da cavidade do corpo e pelo sistema lacunar, o líquido lacunar vai ser movimentado por ação dos músculos da parede corporal.

## Reprodução
Eles são dioicos, por isso há indivíduos de sexo masculino e feminino, as fêmeas são um pouco maiores que os machos, em ambos os sexos as gônadas estão contidas dentro de sacos de ligamentos, que podem ser um ou dois. Esses sacos de ligamento possuem uma parede fina, que vão se estender até a extremidade posterior do receptáculo da probóscide, próximo ao poro genital dividindo o pseudoceloma. 
Os machos possuem os testículos pareados e que estão localizados dentro da bolsa ligamentar e são drenados pelos espermoductos para a vesícula seminal comum. Na entrada da vesícula seminal existem 6 ou 8 glândulas de cimento, suas secreções endurecem após a cópula e tampam a vagina da fêmea. A sua vesícula seminal vai levar a um pênis eversível, que fica localizado dentro da Bursa genital que é conectada ao gonóporo. O gonóporo é denominado como poro cloacal.
O sistema reprodutivo feminino é formado por um gonóporo, uma vagina e um útero prolongado. As fêmeas adultas não tem ovários bem definidos, mas sim fragmentos de ovário que a medida de seu amadurecimento, formam numerosas esferas de ovário, que vão flutuar livremente dentro do sado de ligamentos. Os ovos maduros pelo sino uterino posterior entram no útero e este evita que os ovos saiam do saco de ligamento.

## Ciclo de vida
Durante o cruzamento o macho vai fazer a eversão da Bursa copulatória, que se fixa ao gonóporo feminino. O pênis se introduz na vagina e transfere os espermatozoides e a vagina é tapada com cimento. Posteriormente os espermatozoides vão até o sistema feminino e entram na cavidade do corpo pelo sino uterino e fecundam os ovócitos. A fertilização interna, forma os ovos, que se desenvolvem dentro do pseudoceloma da fêmea até o estágio acântor, que é um estágio avançado e diferenciado.  Sua clivagem é holoblástica, desigual e semelhante a um padrão espiral. Uma única fêmea pode liberar centenas de milhares de acântores diariamente. Além disso o sino uterino só aceita a liberação de embriões em estágios avançados, aqueles que por ventura tentem se separar e estejam em estágio menos avançado são empurrados de volta à cavidade corporal.
Esses ovos envoltos em cápsulas protetoras saem do hospedeiro em conjunto da eliminação de fezes. Eles podem se desenvolver apenas dentro de hospedeiros invertebrados, ele não pode infectar o hospedeiro primário diretamente. Se ovo encapsulado for ingerido pelo hospedeiro intermediário correto, a larva eclode e perfura o tecido da parede intestinal e entra no sistema circulatório (hemocele nos artrópodes) e lá continua seu desenvolvimento.
Ele só alcançará a idade adulta se o hospedeiro intermediário for predado pelo vertebrado adequado. Por isso eles podem passar por mais de um hospedeiro intermediário.
O seu ciclo de vida acaba sendo complexo, por envolver muitos casos, com mais de um hospedeiro. Só foram descritos ciclos de vida completos para apenas 25 espécies. De uma forma geral, o embrião de acantocéfalo é expelido do organismo hospedeiro através das fezes. Em seguida, é necessário que seja comido por um hospedeiro intermédio, em geral artrópodes e crustáceos. Em vez de digerido, o embrião penetra a parede intestinal do crustáceo e aloja-se na cavidade abdominal onde encista e se transforma em cistacanto. Este estágio é semelhante ao adulto, exceto pela ausência de órgãos reprodutores. A dado ponto, o hospedeiro intermédio é ingerido pelo hospedeiro final, que pode ser um mamífero, aves ou peixes. A digestão do crustáceo provoca a libertação do acantocéfalo nos intestinos do hospedeiro final. Para garantir a fixação, o cistacanto  utiliza da  probóscide e fixa-se aos intestinos, desenvolvendo-se então para a fase adulta e continuando o ciclo.

## Curiosidades
Os acantocéfalos são popularmente conhecidos, por possuírem uma capacidade de acumular metais pesados. Por isso muitas vezes são utilizados como bioindicadores de poluição por metais pesados em rios e lagos 